# Лашка вас
Лашка вас (словен. Laška vas) је насељено место у општини Лашко, Савињска регија, Словенија.

## Историја
До територијалне реорганизације у Словенији била је у саставу старе општине Лашко.

## Становништво
У попису становништва из 2011. године, Лашка вас је имала 67 становника.
| Број становника према пописима | Број становника према пописима | Број становника према пописима |
| ------------------------------ | ------------------------------ | ------------------------------ |
| 1991                           | 2002                           | 2011                           |
| 65                             | 75                             | 67                             |